# Marilyn Ferguson
Marilyn Ferguson (Grand Junction, 5 aprile 1938 – Banning, 19 ottobre 2008) è stata una scrittrice e oratrice statunitense, conosciuta per il suo libro del 1980 The Aquarian Conspiracy collegato al movimento "New Age".
Membro fondatore dell'Association of Humanistic Psychology, Ferguson ha pubblicato e curato la newsletter scientifica Brain/Mind Bulletin dal 1975 al 1996 e ha fatto parte del consiglio di amministrazione dell'Istituto di Noetic Sciences.

## Biografia
Ferguson è nata Marilyn Louise Grasso a Grand Junction, in Colorado. Suo padre era un muratore che suonava il piano nei concerti, sua madre gestiva un negozio di antiquariato. Dopo il diploma di scuola superiore si è laureata in arti presso il Mesa College (ora Colorado Mesa Universit) e successivamente ha frequentato l'Università del Colorado. Durante il suo primo matrimonio, con Don Renzelman, ha lavorato come segretaria legale ed è diventata un'autrice di racconti e poesie pubblicati su riviste nazionali come Cosmopolitan. Successivamente ha scritto articoli freelance per Time e altre pubblicazioni. Dopo aver vissuto brevemente a Houston, in Texas, si è trasferita in California con il suo secondo marito, Mike Ferguson, nel 1968. Quell'anno ha pubblicato il suo primo libro, sull'economia domestica, con suo marito come coautore. Divorziata nel 1978, Ferguson è stata successivamente sposata con Ray Gottlieb dal 1983 al 1991. Tre i figli: Eric (nato nel 1964), Kristin (1967) e Lynn  (1969).

## Carriera

### The Brain Revolution e Brain/Mind Bulletin
Ben presto Ferguson sviluppò un interesse duraturo per quello che divenne noto come il movimento del "potenziale umano", e in particolare per le ultime ricerche sul potenziale del cervello umano, con le sue implicazioni per l'apprendimento, la creatività e il benessere.
Questo l'ha ispirata a scrivere The Brain Revolution: The Frontiers of Mind Research (Taplinger, 1973), un riassunto popolare di successo. Due anni dopo Ferguson lanciò Brain/Mind Bulletin, una newsletter che fungeva da forum continuo per il suo interesse per le idee scientifiche all'avanguardia. Al suo apice negli anni '80, la pubblicazione aveva una base mondiale di circa 10.000 abbonati, che andavano da accademici e intellettuali a insegnanti e negozianti, e ha contribuito a rendere popolari le idee di personaggi famosi come Prigogine, i neuroscienziati Karl Pribram e Candace Pert, i fisici Fritjof Capra e David Bohm, lo psicologo Jean Houston e molti altri.

### The Aquarian Conspiracy
In un primo commento alla newsletter Ferguson ha descritto le sue prime idee di quello che ha chiamato "il movimento che non ha nome": una rete ampia ed entusiasta di innovatori provenienti da quasi tutte le discipline, uniti dal loro apparente desiderio di creare un cambiamento reale e duraturo nella società e le sue istituzioni. Il suo tentativo di compilare e sintetizzare i modelli che stava vedendo, alla fine l'ha portata a sviluppare una seconda newsletter, Leading Edge Bulletin, e ha trovato il suo culmine in The Aquarian Conspiracy (JP Tarcher, 1980), il lavoro fondamentale che l'ha fatta conoscere in tutto il mondo.
Il titolo del libro ha portato a una certa confusione, avendo a che fare con l'astrologia solo al punto da attingere alla concezione popolare dell '"Età dell'Acquario" che succede a un'era oscura come quella "dei Pesci". Ha usato la parola cospirazione nel suo senso letterale di "respirare insieme", come aveva fatto prima di lei il filosofo Pierre Teilhard de Chardin.
Sfacciatamente positivo nella sua prospettiva, il libro è stato elogiato da figure diverse come lo scrittore filosofico Arthur Koestler, che lo ha definito "sbalorditivo e provocatorio", il commentatore Max Lerner, che lo ha trovato "intriso di luce solare" e l'assistente del segretario generale delle Nazioni Unite Robert Muller, che lo descrisse come "notevole" e "epocale". Lo psicologo Carl Rogers le ha attribuito il merito di aver "inciso, con una vividezza indimenticabile, l'intricata rete di cambiamenti che danno forma all'inevitabile rivoluzione nella nostra cultura" e ha affermato che il libro "dà allo spirito pionieristico il coraggio di andare avanti".
Il filosofo e studioso religioso Jacob Needleman ha predetto che il libro avrebbe contribuito a rendere il pensiero "New Age" "più comprensibile e meno minaccioso" per il grande pubblico americano. Ciò è stato confermato dal suo successo, poiché The Aquarian Conspiracy è stato costantemente nella lista dei best seller e il suo punto di vista ha iniziato a penetrare nella cultura popolare. In poco tempo il libro fu accreditato come "il manuale della New Age" (USA Today) e una guida a una filosofia "che si faceva sempre più strada nella vita culturale, religiosa, sociale, economica e politica della nazione" (New York Times) .
Sebbene il libro non fosse esplicitamente politico, espresse il primo entusiasmo per la prospettiva centrista radicale. Nel capitolo "Right Power" Ferguson scrive: "Radical Center... non è neutrale, non è una via di mezzo, ma una visione dell'intera strada. Da questo punto di vista, possiamo vedere che le varie scuole di pensiero su qualsiasi questione - politica o altro - include contributi preziosi insieme a errori ed esagerazioni". Il libro è stato tradotto in circa 16 lingue straniere e Ferguson è diventata una ricercata oratrice in tutto il Nord America e in tutto il mondo, viaggiando fino al Brasile, alla Svezia e all'India per trasmettere il suo messaggio di speranza. Nel 1985 è stata presentata come oratrice principale alla conferenza "Spirit of Peace" sponsorizzata dalle Nazioni Unite, dove è apparsa insieme a Madre Teresa e al Dalai Lama.

### Critiche religiose e di altro tipo
Ferguson è stata attaccata in alcuni ambienti per eccessivo ottimismo. Altri sostenevano che le sue "nuove" idee fossero semplicemente un riconfezionamento di vecchie nozioni di pensiero positivo, e alcuni vedevano la "New Age" (un termine che la stessa Ferguson usava raramente) semplicemente come un'estensione dell'egocentrismo che aveva segnato gran parte degli anni '70. Più insistentemente, alcuni gruppi religiosi hanno sostenuto che la "cospirazione" fosse un tentativo di sovvertire le opinioni cristiane. Questo punto di vista, espresso in particolare dall'autrice Constance Cumbey nel suo libro del 1983 The Hidden Dangers of the Rainbow, è stato ribadito di recente nel 2007, quando un saggista online ha scritto che la chiesa cristiana "ha giustamente individuato il movimento New Age, come delineato nel libro di Ferguson, come ispirato dal demonio in previsione della rivelazione finale dell'anticristo". È stato erroneamente affermato che Ferguson, lei stessa cresciuta e confermata luterana, avesse scritto il libro per volere dello Stanford Research Institute con l'obiettivo di superare la cultura occidentale con il misticismo orientale.

### La morte
Ferguson morì improvvisamente per un attacco di cuore il 19 ottobre 2008 a Banning, in California dove si era stabilita per stare vicina al figlio. Aveva 70 anni.

## Opere
- The Brain Revolution: The Frontiers of Mind Research, Taplinger Publishing, 1973 ISBN 0-8008-0961-0
- The Aquarian Conspiracy: Personal and Social Transformation in Our Time, Jeremy P. Tarcher, 1980 ISBN 0-312-90418-5
- PragMagic- Dieci anni di scoperte scientifiche, idee entusiasmanti ed esperimenti personali che possono cambiare profondamente la tua vita, Pocket Books, 1990 ISBN 0-671-66824-2
- Aquarius Now: Radical Common Sense, Red Wheel / Weiser, 2005 ISBN 1-57863-369-9